# Captain Qwark
Captain Qwark (Copernicus Leslie Qwark) is een van de hoofdrolspelers van de game-serie Ratchet & Clank. In de spellen valt hij heel erg op door zijn gedrag. Hij is een beetje kinderachtig, waardoor hij af en toe nog meer in de spotlight staat dan Ratchet.

## Spellen
In de volgende spellen komt Captain Qwark voor:
- Ratchet & Clank (2002) (PlayStation 2)
- Ratchet & Clank 2 (PlayStation 2)
- Ratchet & Clank 3 (PlayStation 2)
- Ratchet: Gladiator (PlayStation 2)
- Ratchet & Clank: Size Matters (PlayStation Portable en PlayStation 2)
- Secret Agent Clank (PlayStation Portable en PlayStation 2)
- Ratchet & Clank Future: Tools of Destruction (PlayStation 3)
- Ratchet & Clank Future: A Crack in Time (PlayStation 3)
- Ratchet & Clank: All 4 One (PlayStation 3)
- Ratchet & Clank: QForce (PlayStation 3 en PlayStation Vita)
- Ratchet & Clank: Nexus (PlayStation 3)
- Ratchet & Clank (2016) (PlayStation 4)

In Ratchet & Clank Future: Quest for Booty komt uitsluitend een standbeeld van Captain Qwark voorbij.

## Rolverdeling
- Ratchet & Clank (2002):

In dit spel wil Qwark Ratchet en Clank helpen om een nog betere superheld te zijn. Tenminste, dat is wat Ratchet denkt. In werkelijkheid werkt hij voor voorzitter Drek, die Ratchet en Clank uit de weg ruimen omdat ze zijn plannen willen verhinderen.
- Ratchet & Clank 2:

In dit spel heeft hij al meteen een grotere rol dan in deel één. Hier geeft hij al meteen meer opdrachten.
- Ratchet & Clank 3:

In dit spel moet je met Qwark vechten, hij zit dan op Florana. Ook is in de wereld Qwarks schuilplaats een grote bende robotten van Qwark maar dan als vijand. Daarnaast komt er in dit spel een Qwark trofee voor.
- Ratchet: Gladiator:

In dit Ratchet spel komt Qwark zo goed als niet in voor. Wel is er op het einde van het spel een filmpje van hem te zien. Af en toe is een stem te horen wanneer hij tips geeft. Hier blijft het ook bij.
- Ratchet & Clank: Size Matters:

In dit spel heeft Otto Qwark wijsgemaakt dat Otto zijn vader is. Qwark komt in dit spel telkens Otto achterna. Daardoor wordt Otto te veel afgeleid en kan hij naderhand verslagen worden. 
- Secret Agent Clank:

Hierin speelt Qwark de geheim agent, net zoals Clank.
- Ratchet & Clank Future: Tools of Destruction:

In dit spel wordt Qwark ontvoerd door keizer Tachyon en zijn leger, waarna Qwark voor Tachyon moet werken. Hierdoor kan hij Ratchet en Clank stiekem helpen om keizer Tachyon uit de weg te ruimen.
- Ratchet & Clank Future: A Crack in Time

In dit spel helpt Qwark Ratchet om Clank terug te vinden. Hij wordt echter ontvoerd door Heer Vorselon.
- Ratchet & Clank (2016)

In dit spel is Qwark de leider van de Galactic Rangers. Ook is hij de verteller van het spel.

## Q-Force
De Q-Force bestaat uit Captain Qwark, Big Al, Skrunch, Helga, Sasha Phyronix en Skidd McMarxx. Ratchet en Clank doen ook weer van de partij, evenals team Q-Force. Op Qwarks uniform is een rondje met een bliksem erdoorheen te zien. Dat staat voor de Q. En waarbij de Q weer voor Q-Force staat. De Q-Force komt eigenlijk alleen voor in Ratchet & Clank 3.
- Captain Qwark: Teamleider
- Big Al: Beheerder van de elektronica
- McMarxx:  Zorgt voor stalen zenuwen
- Helga: voor sensuele bevoegdheden/ conditie
- Ratchet: Veldagent
- Clank: Veldagent
- Sasha: Planmaker
- Skrunch: Qwarks huisdier/veldagent

## Kenmerken

### Uiterlijk
Qwark is een mensachtig wezen met een lengte van 195,58 cm. Kenmerkend zijn zijn overdreven lichaamsproporties: zijn bovenlichaam is aanzienlijk groot en gespierd, terwijl zijn onderlichaam klein en compact is. Hij heeft blond haar en blauwe ogen (Tot en met de game Tools of Destruction waren Qwark zijn ogen groen). Captain Qwark heeft ook een tribal-tatoeage ontvangen in zijn tijd op Florana, een planeet in Ratchet & Clank. Zijn exacte soort is momenteel onbekend.
Zijn meest voorkomende outfit is zijn iconische Q-Force Uniform, dat bestaat uit groene panty's die het grootste deel van zijn lichaam bedekken, met grijze panty's voor zijn armen, groene handschoenen voor zijn handen, een gele riem om zijn middel, een rode antenne boven op zijn hoofd en een Qwark-logo in het midden (een blauw en zwart atoom met een bliksemschicht die vaag lijkt op de letter "Q"). Van Qwark is bekend dat hij ook andere outfits draagt, zoals een pak en stropdas terwijl hij fungeert als president van de Polaris Galaxy en tijd doorbrengt in de rechtszaal, hoewel hij bijna altijd zijn panty's eronder houdt, omdat ze vaak nog steeds de bovenste helft van zijn gezicht bedekken.

### Karakter
Qwark is een narcist die zichzelf portretteert als alles wat heldhaftige kwaliteiten omvat, zoals kracht, moed, loyaliteit en intelligentie, maar in werkelijkheid wordt hij afgeschilderd als laf, zelfzuchtig, goedgelovig, stuntelig en als een dwaas. Normaal gesproken wordt hij gedreven door het nastreven van vooral roem en geld, maar na Ratchet & Clank 3 kan hij worden overgehaald om het juiste te doen, en diep van binnen heeft Qwark wel de kernbelangen van de melkweg in zijn hart. Qwark dient grotendeels als een komisch karakter, vanwege zijn lafheid, domheid en overdrevenheid.
Een opmerkelijke karaktertrek van Qwark is zijn verhalen. Qwark zal vaak verhalen vertellen over zijn eigen heldhaftige avonturen, met dramatische toon. Alhoewel deze worden verondersteld overdreven of vals te zijn, waarbij hij vaak volledig vijanden verzint, erkent hij wel vaak de goede daden die door anderen zijn verricht. Hij geniet enorm van de publiciteit van goede daden te verrichten waar er camera's bij zijn. Qwark heeft verhalen verteld over zijn avonturen in vid-strips, operavoorstellingen en holofilms.

## Trivia
- In Ratchet & Clank 3 zit een cheat waarbij Qwark in de vid-strips rondloopt in een tutu.
- Qwark is de leider van Starship Phoenix. Hij bestuurt dan ook de Q-Force. In Tools of Destruction wordt Qwark samen met Ratchet & Clank beschouwd als eeuwige held.